# Macduff
Macduff est une distillerie de whisky fondée en 1962 à Banff en  Écosse.
Macduff a été créée en 1962 par une compagnie indépendante Macduff Distillers Limited emmenée par Marty Dyke, George Crawford et Brodie Hepburn. Ce dernier était blender à Glasgow et possédait déjà des parts dans Tullibardine et Deanston. La production commence en 1963. En 1967 la distillerie est agrandie et passe de 3 à 4 alambics. Un cinquième alambic est installé en 1990
En 1972, la distillerie est rachetée par William Lawson Distillers.
En 1980, William Lawson Distillers est rachetée par Martini & Rossi. En 1992, Bacardi prend possession de Martini & Rossi et transfère les activités whisky dans sa branche John Dewar & Sons.
Le whisky est vendu sous une appellation différente du nom de la distillerie, Glen Deveron, choisi en référence à la rivière Gleveron qui coule à proximité et parce que ce whisky essentiellement vendu en Italie et en France devait pour répondre à une demande marketing des consommateurs avoir un nom commençant par Glen.

## La production
Macduff possède une cuve de brassage 6.6 tonnes et huit cuves de fermentations en acier inoxydable. La distillation se fait au moyen de cinq alambics, deux wash stills de 16 100 litres et trois spirit stills de 16 000 litres chacun.

### Versions officielles
- Glen Deveron 8 ans
- Glen Deveron 10 ans
- Glen Deveron 12 ans

### Embouteillages indépendants
- Glen Deveron 1968 Duncan Taylor
- Glen Deveron 1969 Duncan Taylor
- Glen Deveron 17 ans Single malt of Scotland